# کلاغ‌ها: قسمت صفر
کلاغ‌ها: قسمت صفر (به ژاپنی: クローズZERO) فیلمی ژاپنی در ژانر اکشن به کارگردانی تاکاشی میکه محصول سال ۲۰۰۷ است. این فیلم بر اساس مانگایی به نام کلاغ‌ها از هیروشی تاکاهاشی ساخته شده‌است.

## خلاصه داستان
مدرسه پسرانه‌ای که «مدرسه کلاغ‌ها» نامیده می‌شود از مدارس بسیار سطح پائین از لحاظ علمی و همچنین خشونت خیزترین مدرسه در کشور است. دانش آموزان مدرسه «کلاغ» نامیده می‌شوند. آن‌ها گروه‌های مختلف تشکیل داده و دائماً بر سر قدرت در حال مبارزه هستند؛ ولی همه آن‌ها یک هدف مشترک دارند، هدفی که تا کنون محقق نشده‌است: وحدت!